# Kernfusie

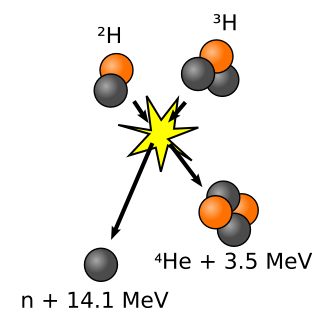
Schematische weergave van kernfusie tussen deuterium en tritium. Deze twee isotopen van waterstof smelten samen tot helium-4. Hierbij komt een neutron en veel energie vrij.

Kernfusie is het samensmelten van twee atoomkernen, waarbij een andere, zwaardere kern wordt gevormd. Wanneer de atoomkernen van lichte elementen zoals waterstof samensmelten, komt hierbij een deel van de interne bindingsenergie vrij in de vorm van warmte. Dit is te meten als verschil in massa (het product is lichter dan de som van de fuserende kernen), volgens Einsteins beroemde formule E = mc². Het verbinden van zwaardere kernen kost daarentegen juist energie. De overgang tussen 'licht' en 'zwaar' ligt in deze context bij het element ijzer.
Kernfusie is de energiebron van sterren en dus ook onze zon. De zon zet per seconde ongeveer 700 miljoen ton waterstof om in circa 695 miljoen ton helium. Het verschil in de massa, rond de 4,4 miljoen ton, komt overeen met de vrijgekomen energie (zo'n 400 miljard gigajoule).
Kernfusie kan alleen plaatsvinden onder extreem hoge temperatuur en druk, zoals die heersen in het centrum van sterren. Op aarde zijn zulke omstandigheden niet eenvoudig te bereiken en technologische toepassing is dan ook nog zeer beperkt. Kernfusie heeft echter wel een enorm potentieel als energiebron, omdat er grote hoeveelheden lichte atomen op aarde aanwezig zijn (met name waterstof en isotopen daarvan) waardoor de brandstof vrijwel eindeloos voorradig is. Daarnaast komen er bij het proces geen broeikasgassen vrij en minder radioactief afval dan bij kernsplijting. Daarom proberen wetenschappers kernfusie op aarde te ontwikkelen als schone en veilige energiebron. Hoewel hiermee grote vorderingen gemaakt zijn en de omstandigheden voor kernfusie inmiddels routinematig kunnen worden gecreëerd in gespecialiseerde laboratoria, is er anno 2024 nog geen prototype van een fusiereactor die daadwerkelijk energie produceert. Zie fusie-energie voor meer informatie over dit onderzoek. 
Daarnaast wordt bij vrijwel alle huidige kernwapens de meeste energie geleverd door kernfusie (zie: waterstofbom). Hierbij creëert een bom gebaseerd op kernsplijting de extreme omstandigheden die nodig zijn om de fusie-reactie in gang te zetten en fungeert dus in feite als de ontsteker. Dit proces is echter niet eenvoudig in te zetten voor vreedzame toepassingen of energieopwekking. 

## Natuurkundige principes

Bindingsenergie per kerndeeltje (nucleon) afgezet tegen het aantal kerndeeltjes in de atoomkern. Als de stap gemaakt wordt van een lagere naar een hogere bindingsenergie per kerndeeltje komt er energie vrij in het proces. Dit kan zowel door lichte kernen te fuseren tot zwaardere (aan de linkerkant van de grafiek naar rechts bewegen) als door zwaardere kernen te splijten in lichtere (aan de rechterkant van de grafiek naar links bewegen).

Om de energieproductie bij kernfusie te begrijpen is wat basiskennis van kernfysica nodig. Een atoomkern bestaat uit positief elektrisch geladen protonen en deeltjes zonder elektrische lading, de neutronen. De elektromagnetische kracht (of coulombkracht) zorgt ervoor dat de protonen elkaar sterk afstoten. Dat de kern desondanks niet uit elkaar spat is omdat er een tweede kracht in het spel is, de sterke kernkracht. Deze aantrekkende kracht werkt zowel op protonen als op neutronen, maar alleen op extreem korte afstanden (ca. 10-15 m). Op elke afstand buiten de atoomkern overheerst dus de elektromagnetische kracht. Dit betekent dat twee kernen elkaar altijd afstoten, omdat er alleen positieve elektrische lading aanwezig is, en gelijke ladingen stoten elkaar af. 
In verschillende atomen en isotopen zijn verschillende hoeveelheden protonen en neutronen aanwezig. Dit betekent ook dat de balans tussen de twee eerder genoemde krachten (coulombkracht en sterke kernkracht) verschillend kan zijn; de ene kern is sterker gebonden dan de andere. Dit is uit te drukken in de gemiddelde bindingsenergie per kerndeeltje (of nucleon), zie de grafiek hiernaast. 
Helemaal links is hierin een waterstofkern 1H te zien, waarvan de bindingsenergie nul is omdat ze uit een enkel proton bestaat. Verder naar rechts neemt de bindingsenergie toe met het aantal kerndeeltjes, tot de top bereikt wordt bij nikkel-62. Dit is dus de sterkst gebonden kern (per kerndeeltje), gevolgd door ijzer-58 en ijzer-56. Nog verder naar rechts wordt de atoomkern dusdanig groot dat de sterke kernkracht niet meer de volle omvang van de kern overspant en de afstotende elektromagnetische kracht weer de overhand krijgt. Kernen groter en zwaarder dan nikkel zijn daardoor minder stabiel.
De vorm van deze grafiek laat ook zien waarom zowel kernfusie als kernsplijting energie kan opleveren. Er komt energie vrij als de kernen van een lage bindingsenergie per nucleon naar een hogere bindingsenergie gaan. Dit kan zowel door lichte deeltjes te fuseren tot zwaardere (aan de linkerkant van de grafiek naar rechts bewegen) als door zwaardere deeltjes te splijten in lichtere (aan de rechterkant van de grafiek naar links bewegen).
De bindingsenergie levert bij atoomkernen een meetbare bijdrage aan hun massa (massa en energie zijn immers equivalent: E = mc²). Als er energie vrijkomt zullen de eindproducten dus lichter zijn dan de som van de massa's van de reagerende kernen.
Zoals eerder gezegd stoten kernen elkaar af met de coulombkracht. Die kracht wordt sterker naarmate ze dichter bij elkaar komen, en er is dus een enorme hoeveelheid energie nodig om de kernen dicht genoeg bij elkaar te brengen voordat de (aantrekkende) sterke kernkracht het wint van de (afstotende) coulombkracht en kernfusie kan plaatsvinden. Dit is waarom het proces alleen bij zeer hoge temperatuur en druk verloopt - in het centrum van de zon is het zo'n 15 miljoen graden Celsius, in zwaardere sterren en kernfusie-reactoren nog veel heter.
In lichte sterren (zoals de zon) verloopt de kernfusie van waterstof volgens de proton-protoncyclus, in zwaardere volgens de koolstof-stikstofcyclus. In oudere sterren volgt na het opbranden dan vaak het triple-alfaproces waarbij koolstof wordt gevormd, eventueel gevolgd door andere processen (zoals koolstofverbranding) tot de vorming van ijzer. Kernen zwaarder dan ijzer worden niet gevormd bij kernfusie in sterren (het fuseren van die kernen levert geen energie meer op, maar kost energie). Deze zwaardere elementen worden alleen gevormd in supernovae (zie nucleosynthese).

## Geschiedenis
De energiebron van de zon (en andere sterren) was gedurende de negentiende eeuw een onopgelost probleem. Helmholtz had berekend dat als de zon langzaam instort onder zijn eigen zwaartekracht dit zo'n 30 miljoen jaar lang de gewenste energie kon leveren. Uit de evolutietheorie was echter inmiddels bekend dat de aarde (en dus ook de zon) vele honderden miljoenen jaren oud moest zijn, en dit werd begin twintigste eeuw bevestigd door onderzoek aan radioactiviteit. Het idee dat atoomkernen kunnen samensmelten werd voor het eerst rond 1915 geopperd door de Amerikaanse scheikundige William Draper Harkins. In 1921 suggereerde Arthur Eddington dat de fusie van waterstof tot helium het probleem van de energieproductie in de zon kon oplossen. Robert Atkinson en Fritz Houtermans gebruikten de gemeten massa's van lichte elementen om te laten zien dat het fuseren hiervan grote hoeveelheden energie kon opleveren. Zo ontstond het idee van kernfusie als de primaire energiebron van de zon en de sterren. De eerste kernfusie van waterstof-isotopen in een laboratorium werd bereikt in experimenten van Mark Oliphant in 1932, voortbouwend op eerdere experimenten met kunstmatige transmutatie van kernen door Patrick Blackett. De Duitse fysicus Hans Bethe werkte uiteindelijk in detail de belangrijkste processen in sterren uit (de hierboven genoemde cycli), en publiceerde zijn werk in 1938. Hij ontving hiervoor de Nobelprijs voor natuurkunde in 1967.
Al tijdens het Manhattanproject in de Tweede Wereldoorlog werd onderzoek naar gebruik van kernfusie in kernwapens gedaan. Na de Tweede Wereldoorlog werd onder leiding van Edward Teller verder gewerkt aan de waterstofbom, de "Super" en op 1 november 1952 werd deze tijdens de Ivy Mike-test tot ontploffing gebracht. Dit was de eerste door mensen geïnitieerde grootschalige kernfusiereactie. 
Hoewel het gebruik van kernfusie in kernwapens steeds verder is ontwikkeld, is voor meer vredelievende toepassingen een betere beheersing van het proces nodig. Sinds de jaren vijftig wordt hier actief onderzoek naar gedaan, Vanaf de jaren 2010 worden de benodigde dichtheden en temperaturen van miljoenen graden Celsius routinematig onder gecontroleerde omstandigheden bereikt in fusie-reactoren zoals JET en NIF, maar dit kost enorm veel energie, zodat de energiebalans van fusie-energie onvoldoende is voor commerciële toepassing in energiecentrales.